# Cronologia da história do Reino Unido
Esta é uma cronologia da história do Reino Unido.

## Século XV
- 1413: A Universidade de St. Andrews é fundada como a primeira universidade escocesa.
- 20 de março de 1413: Henrique IV morre e é sucedido pelo filho, Henrique V.
- 31 de agosto de 1422: Henrique VI torna-se rei da Inglaterra e da França antes do primeiro anivesário.
- 6 de novembro de 1429: Henrique VI é coroado o rei da Inglaterra.
- 22 de maio de 1455: Início da Guerra das Rosas com a primeira Batalha de St. Albans.
- 1477: William Caxton publica o primeiro livro impresso na Inglaterra.
- 9 de abril de 1483: Eduardo IV morre e é sucedido pelo filho de 12 anos, Eduardo V.

## Século XVI
- 8 de agosto de 1503: James IV da Escócia casa-se com Margaret, filha de Henrique VII da Inglaterra.
- 14 de dezembro de 1542: Mary Stuart torna-se a rainha da Escócia.
- 9 de setembro de 1543: Mary Stuart é coroada.
- 6 de julho de 1560: O Tratado de Edinburgo é assinado entre a Inglaterra e a França.
- 19 de agosto de 1561: Mary Stuart volta à Escócia.
- 29 de julho de 1565: Mary Stuart casa-se com seu primo Henry Stuart, Lorde Darnley.
- 9 de março de 1566: David Rizzio, secretário de Mary Stuart, é assassinado.
- 10 de fevereiro de 1567: Henry Stuart, marido de Mary Stuart, é assassinado.
- 24 de julho de 1567: Mary Stuart abdica do trono.
- 8 de fevereiro de 1587: Mary Stuart é executada no Castelo de Fotheringhay, em Northamptonshire.

## Século XVII
- 12 de abril de 1606: A bandeira nacional do Reino Unido, anteriormente conhecida como Great Union, é adotada pelo rei Jaime I.[1][2]
- 1611: A Bíblia do Rei James é publicada.
- 14 de fevereiro de 1613: Princesa Elizabeth Stuart, filha de Jaime I, casa-se com Frederico V.
- 27 de março de 1625: Jaime I morre e é sucedido pelo filho Carlos, de 24 anos.
- 23 de agosto de 1628: George Villiers, Duque de Buckingham, é assassinado pelo ex-soldado John Felton.
- 22 de agosto de 1642: Início da Primeira Guerra Civil Inglesa.[3]
- 14 de junho de 1645: Batalha de Naseby (Primeira Guerra Civil Inglesa).
- 1646: Fim da Primeira Guerra Civil Inglesa.
- 5 de maio de 1646: Carlos I rende-se aos escoceses.
- Fevereiro de 1648: Início da Segunda Guerra Civil Inglesa.
- 30 de janeiro de 1649: Carlos é executado em Whitehall, Londres. Fim da Segunda Guerra Civil Inglesa.
- 3 de setembro de 1650: Início da Terceira Guerra Civil Inglesa.
- 3 de setembro de 1651: Fim da Terceira Guerra Civil Inglesa.
- 4 de março de 1665: Início da Segunda Guerra Anglo-Holandesa.
- 2 a 5 de setembro de 1666: Ocorre o Grande Incêndio de Londres.
- 31 de julho de 1667: Fim da Segunda Guerra Anglo-Holandesa.
- 13 de fevereiro de 1689: A Declaração de Direitos é adotada pelo Parlamento Britânico.
- 1 de julho (no CJ) ou 11 de julho (no CG) de 1690: Batalha do Boyne.[4]

## Século XVIII
- 1 de maio de 1707: O Ato de União é assinado e une a Inglaterra e a Escócia como o Reino Unido da Grã-Bretanha.
- 1 de agosto de 1714: A rainha Ana morre e é sucedida pelo primo, Jorge I.
- 11 de junho de 1727: O rei Jorge I morre e é sucedido pelo filho, Jorge II.
- 19 de outubro de 1739: O Reino da Grã-Bretanha declara guerra à Espanha, iniciando a Guerra da Orelha de Jenkins.
- 11 de fevereiro de 1742: Sir Robert Walpole renuncia ao cargo de primeiro-ministro.
- 14 de fevereiro de 1743: Henry Pelham torna-se o primeiro-ministro britânico.
- 21 de setembro de 1745: Batalha de Prestonpans.
- Maio de 1756: Início da Guerra dos Sete Anos entre o Reino Unido e a França.
- 17 de maio de 1756: O Reino Unido declara guerra à França.
- 9 de dezembro de 1762: O Parlamento britânico aceita o Tratado de Paris.
- 16 de dezembro de 1773: Um grupo de colonos norte-americanos disfarçam-se de índios para invadir os navios da Companhia e atirar a carga de chá ao mar do Posto de Boston.
- 18 de abril de 1775: Início da Guerra da Independência dos Estados Unidos.
- 4 de julho de 1776: Declaração da Independência dos Estados Unidos da América.
- 1 de janeiro de 1788: A primeira edição de The Times é publicada em Londres.

## Século XIX
- 1 de janeiro de 1801: O Ato de União é aprovado para unir a Irlanda e o Reino Unido da Grã-Bretanha, criando o Reino Unido da Grã-Bretanha e Irlanda.
- 10 de março de 1801: O primeiro censo do Reino Unido é introduzido.
- 25 de março de 1807: O Parlamento do Reino Unido aprova a lei que abole o tráfico de escravos.
- 18 de junho de 1812: Início da Guerra Anglo-Americana.
- 15 de março de 1815: As Leis dos Grãos são aprovados pelo Parlamento para proteger a agricultura no Império Britânico.
- 23 de março de 1815: Fim da Guerra Anglo-Americana.
- 29 de janeiro de 1820: Jorge III morre e é sucedido por seu filho, Jorge IV.
- 26 de junho de 1830: Jorge IV morre e é sucedido por seu irmão, Guilherme IV.
- 31 de julho de 1833: O Parlamento britânico aprova a lei para abolir a escravidão no Império Britânico.
- 1 de agosto de 1838: A escravidão é abolida no Império Britânico.
- 18 de julho de 1872: A Lei de Voto introduza o voto secreto nas eleições do Reino Unido.
- 11 de janeiro de 1879: Início da Guerra Anglo-Zulu.
- 4 de julho de 1879: Fim da Guerra Anglo-Zulu.
- 16 de dezembro de 1880: Início da Primeira Guerra dos Bôeres na África do Sul.
- 23 de março de 1881: Fim da Primeira Guerra dos Bôeres.
- 27 de agosto de 1896: Guerra Anglo-Zanzibari.
- 10 de outubro de 1899: Início da Segunda Guerra dos Bôeres na África do Sul.

## Século XX
- 31 de maio de 1902: Fim da Segunda Guerra dos Bôeres.
- 27 de outubro de 1908: O Parlamento aprova a pensão para idosos.
- 6 de maio de 1910: Eduardo VII morre e é sucedido por Jorge V.
- 13 de abril de 1912: O Corpo Real de Voo é fundado.
- 4 de junho de 1913: Emily Davison, manifestante, é morta por um cavalo do rei da Inglaterra.
- 4 de agosto de 1914: O Reino Unido declara guerra à Alemanha.
- 5 de novembro de 1914: o Reino Unido declara guerra ao Império Otomano.
- 7 de maio de 1915: O navio britânico RMS Lusitania é afundado pelo submarino alemão.
- 25 de setembro de 1915: O primeiro uso britânico de gás venenoso em Loos, França.
- 15 de setembro de 1916: Tanques são usados pela primeira vez, pela Grã-Bretanha em Flers, França.
- 6 de dezembro de 1916: David Lloyd George torna-se primeiro-ministro.
- 1934: O Partido Nacionalista da Escócia é fundado.
- 12 de maio de 1937: Jorge VI é coroado o rei do Reino Unido.
- 3 de setembro de 1939: O Reino Unido declara guerra à Alemanha.
- 24 de maio de 1941: O navio britânico HMS Hood é afundado pelo couraçado de batalha alemão Bismarck.
- 3 de maio de 1979: Margaret Thatcher torna-se a primeira mulher a ser a primeira-ministra do Reino Unido.
- 2 de abril de 1982: A Argentina invade o território britânico das Ilhas Malvinas. Início da Guerra das Malvinas.
- 28 de maio de 1982: Papa João Paulo II é o primeiro papa a visitar o Reino Unido.
- 14 de junho de 1982: A Argentina se rende ao Reino Unido. Fim da Guerra das Malvinas.
- 22 de novembro de 1990: Maragaret Thatcher renuncia e John Major torna-se o primeiro-ministro.
- 31 de agosto de 1997: Diana, Princesa de Gales, morre de um acidente de carro em Paris.
- 1 de maio de 1997: Tony Blair é eleito primeiro-ministro.

## Século XXI
- 7 de junho de 2001: Tony Blair é reeleito primeiro-ministro.
- 5 de maio de 2005: Tony Blair é reeleito primeiro-ministro.
- 7 de julho de 2005: Uma série de explosões de quatro bombas atinge o sistema de transporte público e mata 56 pessoas em Londres.
- 27 de junho de 2007: Gordon Brown é eleito primeiro-ministro
- 11 de maio de 2010: David Cameron é eleito primeiro-ministro
- 29 de abril de 2011: Casamento de Kate Middleton e Príncipe William.
- 22 de julho de 2013: Nascimento de George Alexander Louis I, filho de Kate Middleton e Príncipe William.
- 13 de julho de 2016: Theresa May é eleita primeira-ministra
- 24 de julho de 2019: Boris Johnson é eleito primeiro-ministro
- 23 de março de 2020: Boris Johnson decreta quarentena em todo o território do Reino Unido por causa do Covid-19
- 7 de julho de 2022: Boris Johnson renuncia ao cargo de primeiro-ministro após escândalos de corrupção e a realização de uma festa enquanto defendia o ''lockdown''
- 6 de setembro de 2022: Liz Truss é eleita primeira-ministra